# Bahama's op de Olympische Zomerspelen 1976
De Bahama's nam deel aan de Olympische Zomerspelen 1976 in Montréal, Canada. Voor de derde keer op rij werd geen medaille gewonnen.

## Deelnemers

### Atletiek
| Olympiër                                                | Discipline             | Resultaat | Prestatie                                                |
| ------------------------------------------------------- | ---------------------- | --------- | -------------------------------------------------------- |
| Leonard Jervis                                          | 100m (m)               | 48e       | serie 5: 7e in 10,87                                     |
| Clive Sands                                             | 100m (m)               | 45e       | serie 7: 6e in 10,82                                     |
| Mike Sands                                              | 100m (m)               | DNS       | serie 4: 4e in 10,65 kwartfinale 3: niet gestart         |
| Walter Callander                                        | 200m (m)               | 28e       | serie 7: 4e in 21,79 kwartfinale 4: 6e in 21,78          |
| Clive Sands                                             | 200m (m)               | DNF       | serie 5: niet gefinisht                                  |
| Mike Sands                                              | 400m (m)               | 19e       | serie 1: 2e in 46,52 kwartfinale 2: 6e in 46,48          |
| Danny Smith                                             | 110m horden (m)        | 17e       | serie 3: 6e in 14,13                                     |
| Walter Callander Leonard Jervis Clive Sands Danny Smith | 4x100m (m)             | 13e       | serie: 5e in 40,47 halve finale 2: 7e in 40,53           |
| Fletcher Lewis                                          | verspringen (m)        | 11e       | kwalificatie groep B: 2e met 7,73m finale: 11e met 7,61m |
| Phil Robins                                             | hink-stap-springen (m) | DNF       | kwalificatie groep B: geen geldige poging                |
|                                                         |                        |           |                                                          |
| Shonel Ferguson                                         | 100m (v)               | 28e       | serie 3: 6e in 12,26                                     |
| Shonel Ferguson                                         | verspringen (v)        | 28e       | kwalificatie: 28e met 5,62m                              |

### Zeilen
| Olympiër        | Discipline | Resultaat | Prestatie                           |
| --------------- | ---------- | --------- | ----------------------------------- |
| Michael Russell | finn       | 25e       | 165 punten: (27-21-18-18-23-DNF-22) |

### Zwemmen
| Olympiër      | Discipline          | Resultaat | Prestatie              |
| ------------- | ------------------- | --------- | ---------------------- |
| Andy Knowles  | 200m vrije slag (m) | 42e       | serie 6: 5e in 2.00,18 |
| Andy Knowles  | 400m vrije slag (m) | 36e       | serie 7: 6e in 4.10,78 |
| Bruce Knowles | 100m schoolslag (m) | 30e       | serie 4: 6e in 1.11,65 |

Amerikaanse Maagdeneilanden · Andorra · Antigua en Barbuda · Argentinië · Australië · Bahama's · Barbados · België · Belize · Bermuda · Bolivia · Bondsrepubliek Duitsland · Brazilië · Bulgarije · Canada · Chili · Colombia · Costa Rica · Cuba · Denemarken · Dominicaanse Republiek · Duitse Democratische Republiek · Ecuador · Egypte · Fiji · Filipijnen · Finland · Frankrijk · Griekenland · Groot-Brittannië · Guatemala · Haïti · Honduras · Hongarije · Hongkong · Ierland · IJsland · India · Indonesië · Iran · Israël · Italië · Ivoorkust · Jamaica · Japan · Joegoslavië · Kaaimaneilanden · Kameroen · Koeweit · Libanon · Liechtenstein · Luxemburg · Maleisië · Marokko · Mexico · Monaco · Mongolië · Nederland · Nederlandse Antillen · Nepal · Nicaragua · Nieuw-Zeeland · Noord-Korea · Noorwegen · Oostenrijk · Pakistan · Panama · Papoea-Nieuw-Guinea · Paraguay · Peru · Polen · Portugal · Puerto Rico · Roemenië · San Marino · Saoedi-Arabië · Senegal · Singapore · Sovjet-Unie · Spanje · Suriname · Thailand · Trinidad en Tobago · Tsjecho-Slowakije · Tunesië · Turkije · Uruguay · Venezuela · Verenigde Staten · Zuid-Korea · Zweden · Zwitserland